# Імед Бен-Юнес
Імед Бен-Юнес (фр. Imed Ben Younes, араб. عماد بن يونس, нар. 16 червня 1974, Сфакс) — туніський футболіст, що грав на позиції нападника.

## Клубна кар'єра
Розпочав грати у футбол в клубі «Сфакс Рейлвейз», з якого 1995 року перейшов у «Етюаль дю Сахель». З цією командою Імед виграв чемпіонат (1997) і Кубок Тунісу (1996).
1998 року приєднався до «Сфаксьєна» і відіграв за сфакську команду наступні чотири сезони своєї ігрової кар'єри.
Згодом 2002 року Бен-Юнес відправився за кордон у катарську «Аль-Вакру», але вже наступного року повернувся на батьківщину у «Есперанс».
Завершив професійну ігрову кар'єру у клубі «ЕОГ Крам», за який виступав протягом 2003—2005 років.

## Виступи за збірну
1995 року дебютував в офіційних матчах у складі національної збірної Тунісу.
У складі збірної був учасником Кубка африканських націй 1996 року у ПАР, де разом з командою здобув «срібло», чемпіонату світу 1998 року у Франції.
Протягом кар'єри у національній команді, яка тривала 8 років, провів у формі головної команди країни лише 13 матчів, забивши 7 голів.

## Досягнення
- Чемпіон Тунісу: 1997
- Володар Кубка Тунісу: 1996
- Срібний призер Кубка африканських націй: 1996